# Godofredo Filho
Godofredo Rebelo de Figueiredo Filho (Feira de Santana, 26 de abril de 1904 — Salvador, 26 de agosto de 1992) foi um poeta, professor, e escritor brasileiro, imortal da cadeira número 19 da Academia de Letras da Bahia.    

## Biografia
Nascido em Feira de Santana no dia 26 de abril de 1904, filho de Godofredo Rebelo de Figueredo e Esther Magalhães Carneiro de Figueiredo.     
É considerado o pioneiro do modernismo na Bahial.  
Ficou famoso pelos poemas e artigos Invasões e favelas (de 1959),Ladeira da Misericórdia (de 1948), Candomblé e o livro Samba Verde, escrito em 1923  
Diretor IPHAN e ensinou História do Brasil na Escola Normal de Feira de Santana. Na Faculdade de Filosofia da Universidade Federal da Bahia, foi professor de Belas Artes e Estética.  
Como Diretor do Patrimônio Histórico e Artístico, tombou diversas igrejas, capelas, solares e sítios culturais da Bahia e Sergipe.  
Imortal da Academia de Letras da Bahia, cadeira número 19, entre as suas diversas produções, encontram-se: 
- Poema de Feira de Santana
- Poemas de Ouro Preto
- Poema das Rosas
- Sonetos e Canções
- Lamento de Enône
- Cinco Poetas
- Seminário de Belém da Cachoeira
- A Torre e o Castelo de Garcia D´Ávila
- Introdução ao Estudo da Casa Baiana
- Introdução Crítica do Navio Negreiro, de Castro Alves
- Influências Orientais na Pintura Jesuíta na Bahia
- Pethion de Villar, um grande esquecido poeta
- Guia Prático e Prosaico de Cachoeira
- Fundamentos da Estética Psicológica
- Dimensão Histórica da Visita do Imperador a Feira de Santana. [1] [2][3]

Godofredo Filho faleceu em Salvador, aos 88 anos, no dia 22 de agosto de 1992.  
A rua Godofredo Filho, no Bairro de Praia do Flamengo, em Salvador, é assim denominada em sua homenagem. 